# Mahmood
Alessandro Mahmoud (født 12. September 1992 i Milan), professionelt kendt som Mahmood, er en Italiensk sanger og sangskriver, der repræsenterede Italien ved Eurovision Song Contest 2019 i Tel Aviv, Israel med sangen "Soldi". og fik andenpladsen med 472 point, 219 point fra juryerne og 253 point fra seerne. i 2022 repræsenteret han Italien igen i Eurovision Song Contest 2022 denne gang som værtsland i byen Torino sammen med Blanco med sangen "brividi" og de endte på en 6. plads i finalen.